# Tachytrechus castus
Tachytrechus castus är en tvåvingeart som först beskrevs av Wheeler 1899.  Tachytrechus castus ingår i släktet Tachytrechus och familjen styltflugor.
Artens utbredningsområde är Utah. Inga underarter finns listade i Catalogue of Life.